# Aeroportul Internațional Sultan Hasanuddin
Aeroportul Internațional Sultan Hasanuddin (IATA: UPG, ICAO: WAAA) este un aeroport din Makassar, South Sulawesi⁠(d), Indonezia ce deservește zona Makassar. Aeroportul a fost tranzitat în decembrie 2019 de 291.897 de pasageri. A fost deschis în 1935 și numit după Hasanuddin of Gowa⁠(d).
Situat la o altitudine de 14 m, aeroportul dispune de o singură pistă. Este operat de Angkasa Pura⁠(d).